# دونالد ويبر (صحفي)
دونالد ويبر (بالإنجليزية: Donald Weber)‏ هو ناقد أدبي وصحفي أمريكي، ولد في 9 فبراير 1951.